# رز چراگاه
رز چراگاه(نام علمی: Rosa carolina) نام یک گونه از سرده رز است.